# Hydroporus boraeorum
Hydroporus boraeorum là một loài bọ cánh cứng trong họ Bọ nước. Loài này được Larson & Roughley miêu tả khoa học năm 2000.